# Zametopina calceata
Espèce
Zametopina calceata est une espèce d'araignées aranéomorphes de la famille des Thomisidae.

## Distribution
Cette espèce se rencontre au Viêt Nam et en Chine au Yunnan,.

## Description
Le mâle holotype mesure 3 mm.
Le mâle décrit par Tang, Blick et Ono en 2010 mesure 2,50 mm et la femelle 2,80 mm.

## Systématique et taxinomie
Cette espèce a été décrite par Simon en 1909.

## Publication originale
- Simon, 1909 : « Étude sur les arachnides du Tonkin (1re partie). » Bulletin Scientifique de la France et de la Belgique, vol. 42, p. 69-147 (texte intégral).